# Carl Friedrich Deiker
Carl Friedrich Deiker (* 3. April 1836 in Wetzlar; † 19. März 1892 in Düsseldorf) war ein deutscher Tier- und Jagdszenenmaler der Düsseldorfer Schule.

## Leben
Carl Friedrich Deiker, Sohn des Zeichenlehrers Christian Friedrich Deiker, wurde Schüler an der Staatlichen Zeichenakademie in Hanau und begann unter dem Direktor Theodor Pélissier (1794–1863) seine künstlerischen Studien, die er 1858 an der Großherzoglich Badischen Kunstschule bei dem Landschaftsmaler Johann Wilhelm Schirmer in Karlsruhe fortsetzte. Unterricht und Inspiration erhielt Deiker auch bei seinem Bruder Johannes Deiker.
Carl Friedrich Deiker spezialisierte sich – wie sein Bruder – auf die Darstellung von Tier- und Jagdmotiven. 1864 bis zu seinem Tod lebte er in Düsseldorf. Er malte mit Vorliebe Hochwild und Wildschweine und schilderte gern Hirschkämpfe, fliehendes Hochwild – vom Jäger verfolgt – Sauhatzen und dergleichen. Auch Geier und Falken, Szenen aus dem Leben der Füchse hat er mit Glück behandelt. Eine Sauhatz (1870) befindet sich im Museum zu Köln. Er hat auch zahlreiche Jagdszenen für illustrierte Blätter und Jagdbücher gezeichnet. Durch seine dramatischen Jagdschilderungen und durch sein Anknüpfen an die Malerei der Rubensschule gilt er als wichtiger Impulsgeber der Tiermalerei der Düsseldorfer Schule.
Der britische Tiermaler Louis Henry Weston Klingender, der schwedische Tiermaler Bruno Liljefors und der deutsche Tiermaler Fritz Schürmann waren Schüler Deikers, ebenso der 1879 geborene Sohn Carl Deiker, der Tiermaler und Schriftsteller wurde.

## Werke

### Ölgemälde (Auswahl)

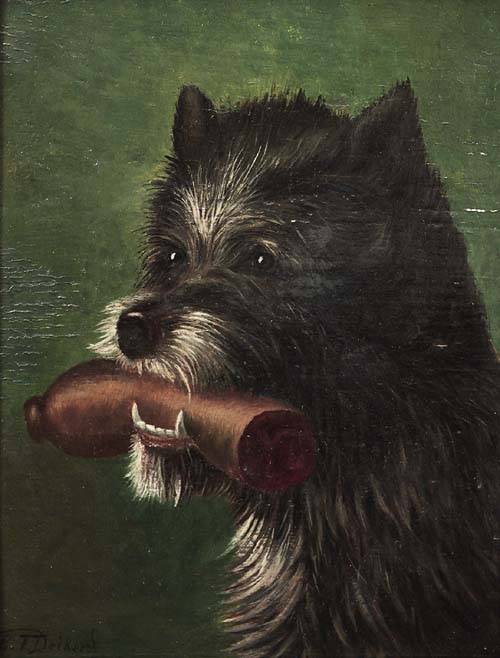
Hund mit Wurst
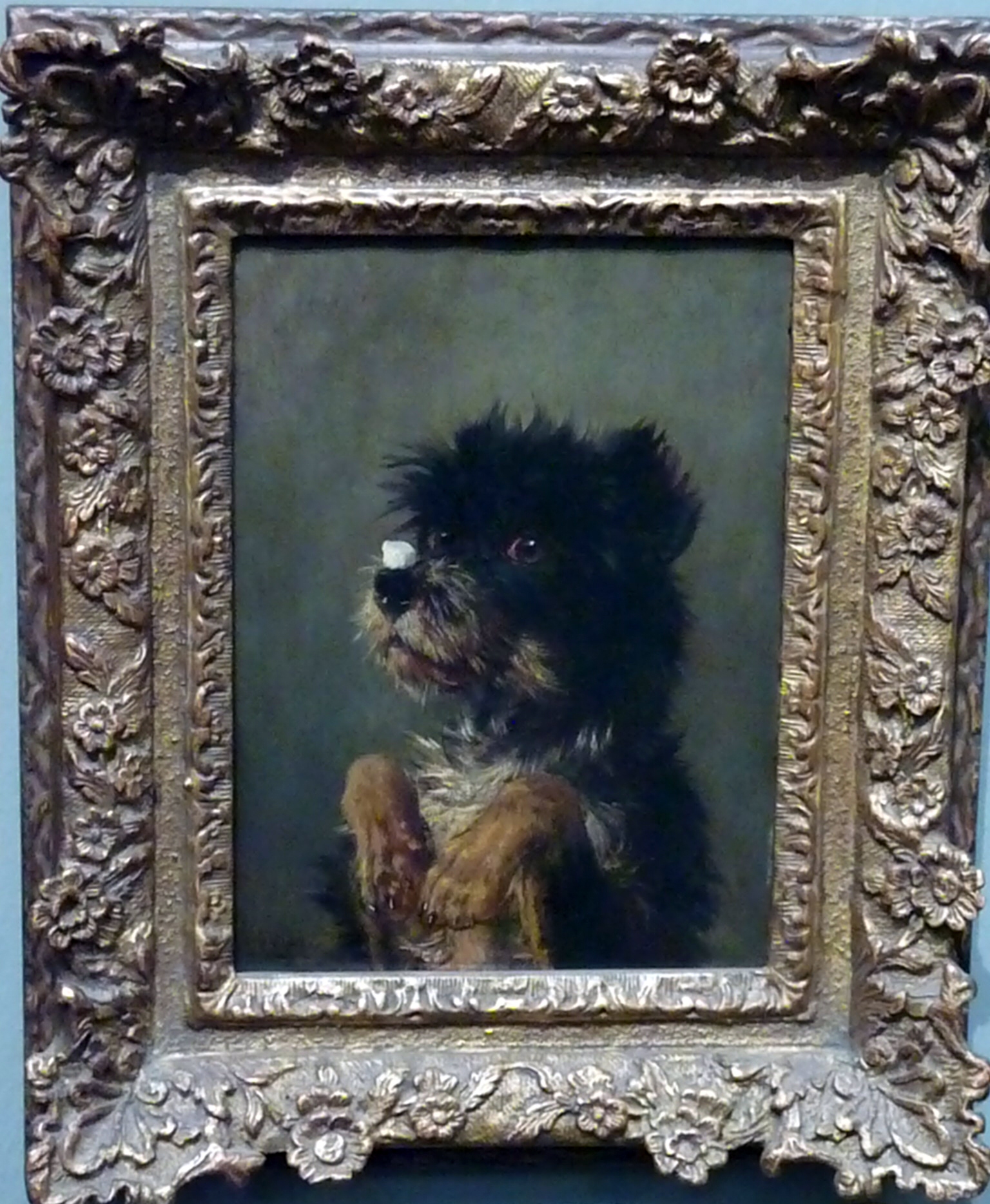
Hund mit Zuckerstück auf der Nase (1870)
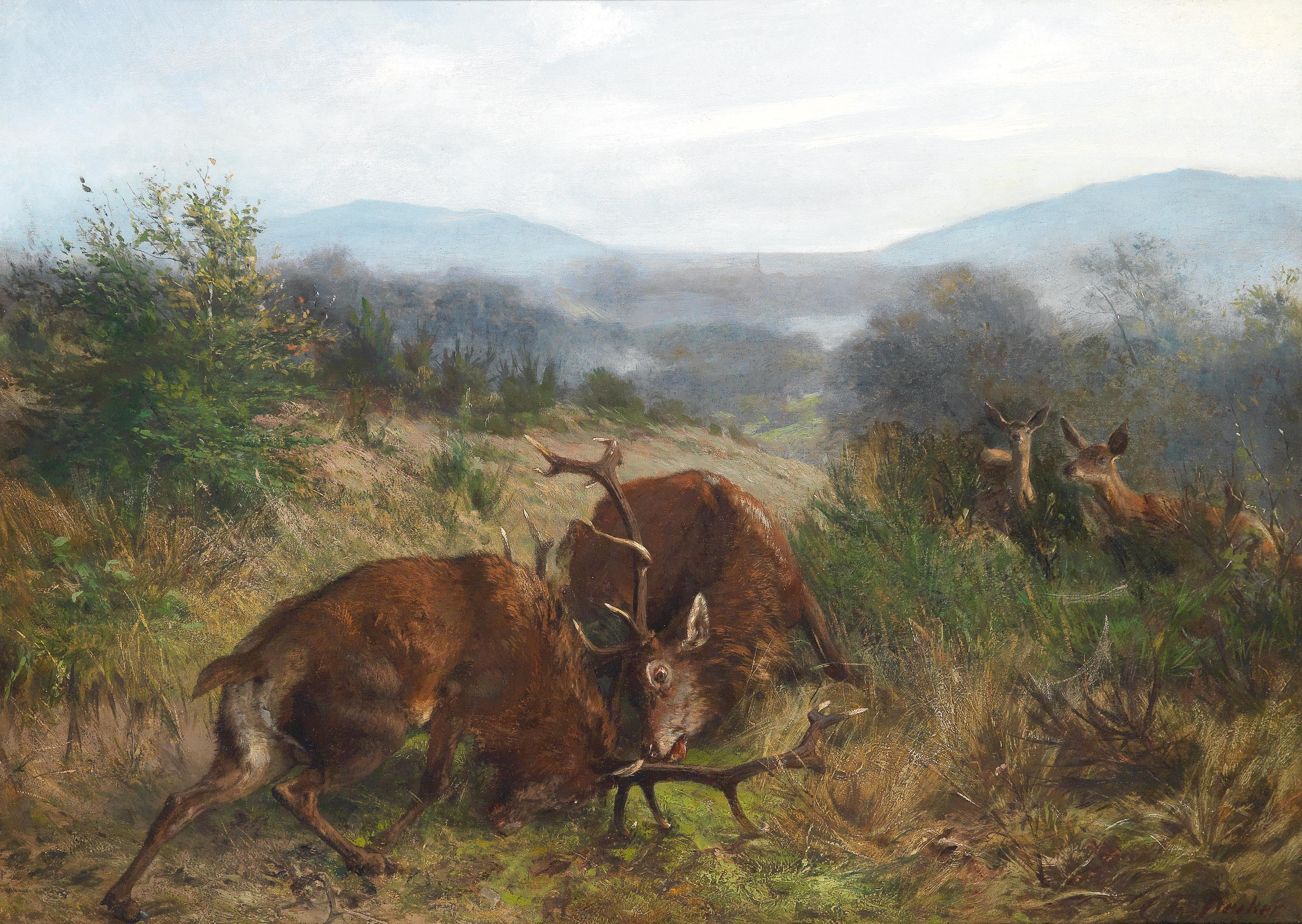
Die Rivalen (1892)
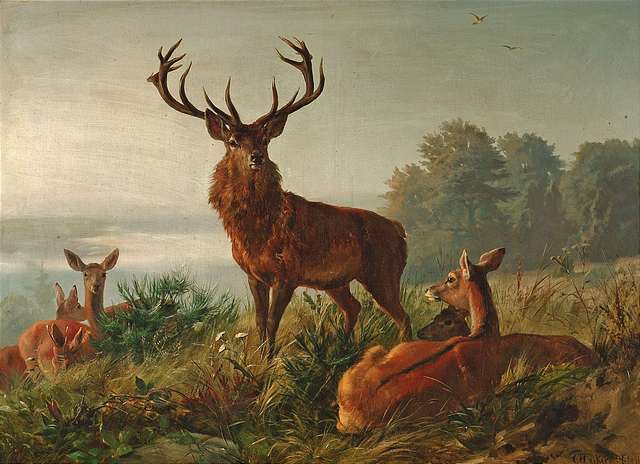
Hirsch und Hirschkühe (1871)
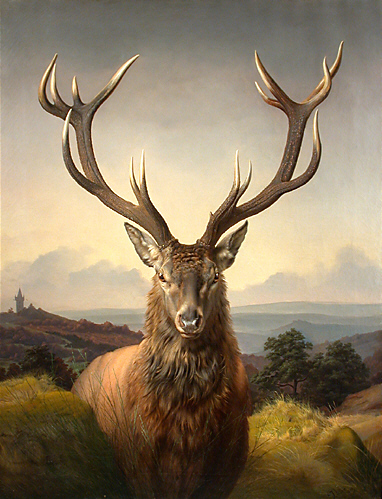
Hirsch in den Bergen vor tiefer Landschaft

### Illustrationen (Auswahl)

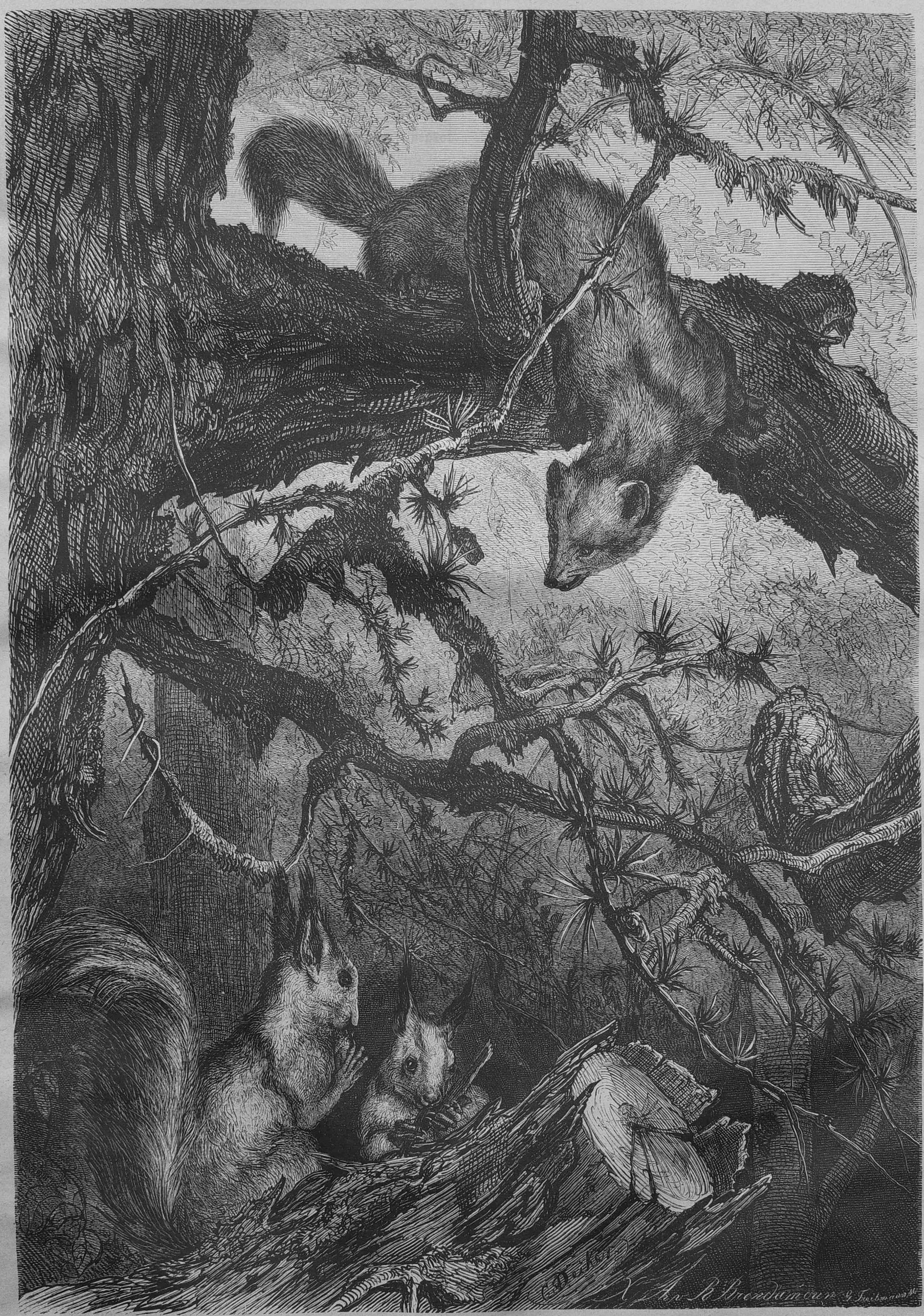
Edelmarder aus: Die Gartenlaube (1868)
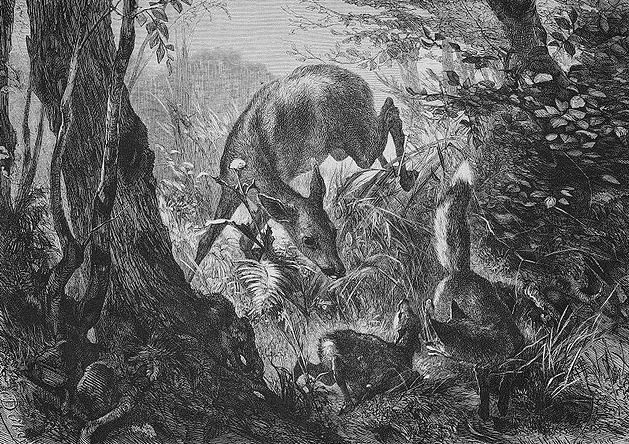
Rehe und Fuchs aus: Die Gartenlaube (1869)
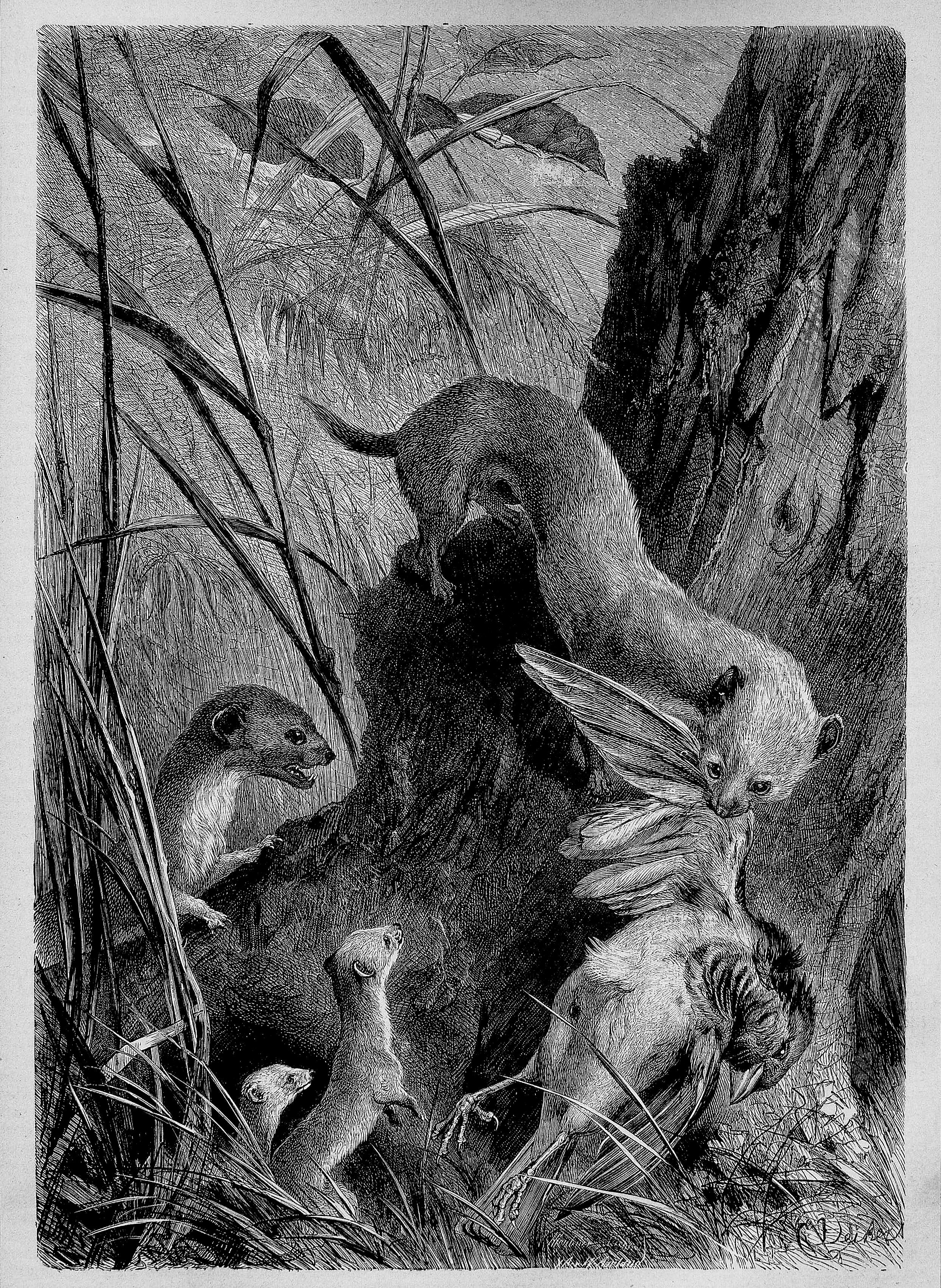
Das Wiesel am Bau aus: Die Gartenlaube (1870)
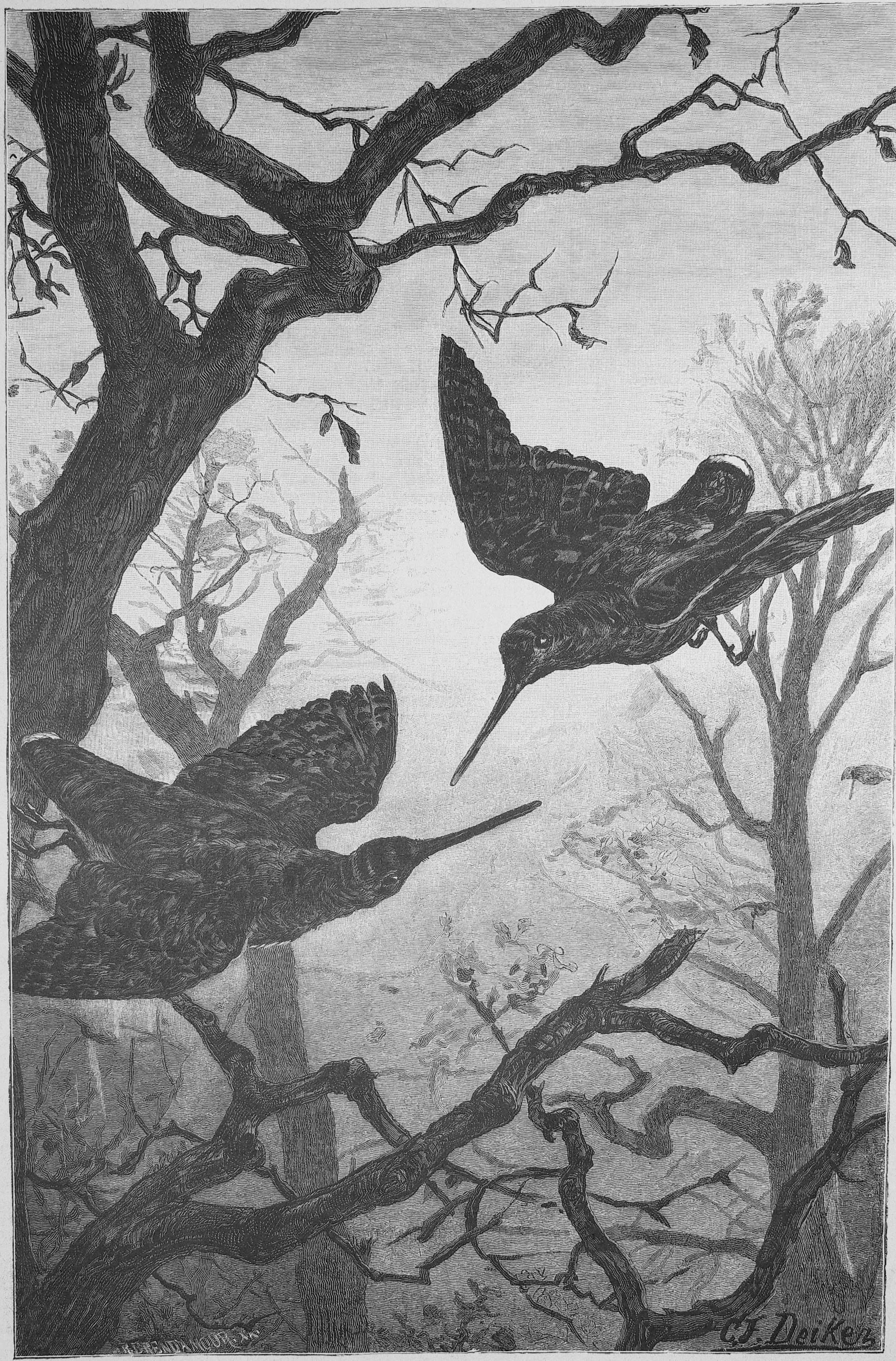
Fliegende Schnepfenvögel aus: Die Gartenlaube (1885)
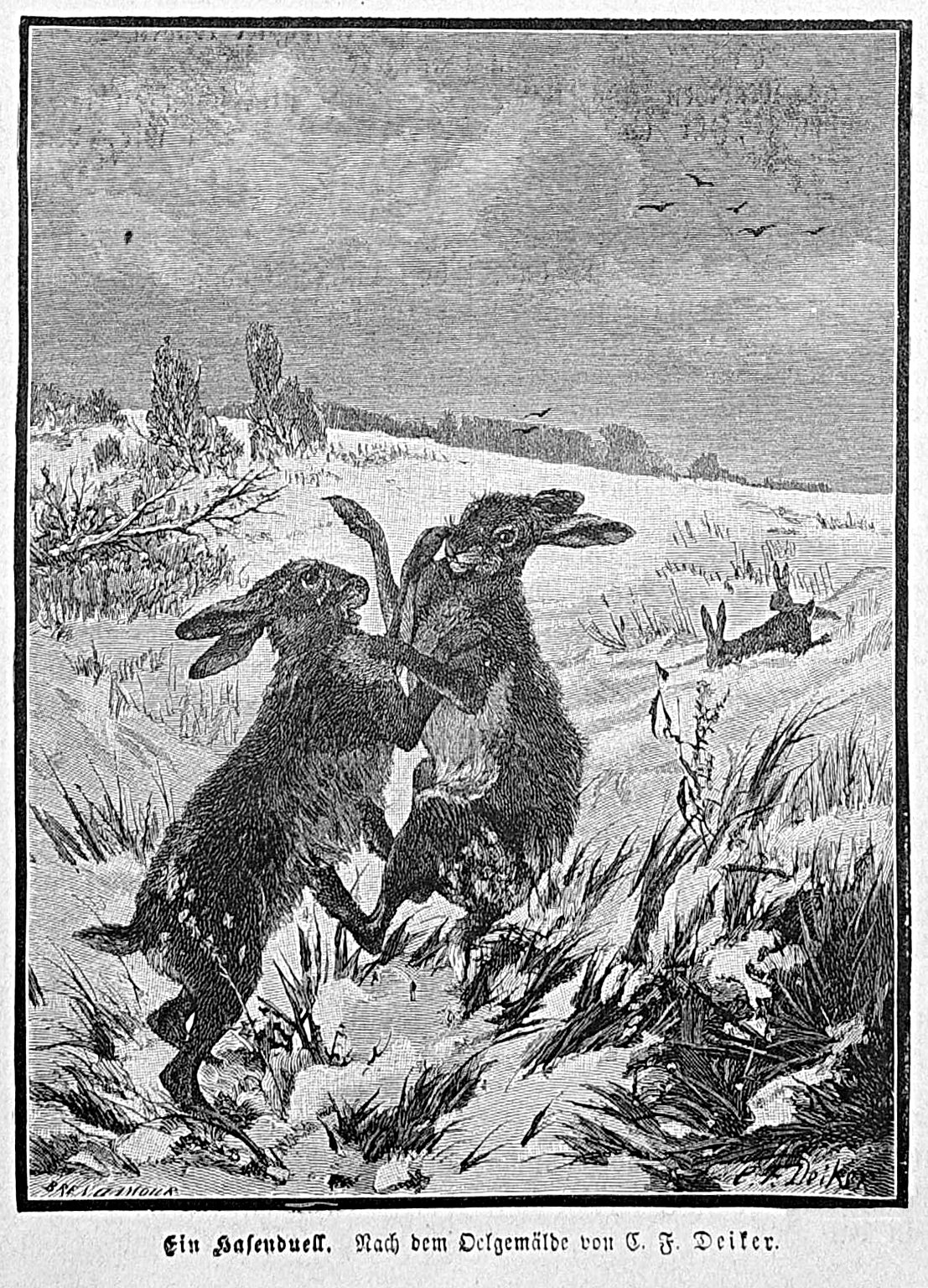
Ein Hasenduell aus: Die Gartenlaube (1887)